# Abel Perau Gelet
Abel Perau Gelet (Lleida, 30 de gener de 1954 - Lleida, 1994) fou un atleta català.
Membre del Sícoris de Lleida, i especialitzat en curses de fons, fou el tercer d'una saga amb els seus germans Josep Maria, subcampió de Catalunya de 3.000 metres obstacles, i Modest, campió de Catalunya de la mateixa prova. Els anys 1972 i 1974 aconseguí el títol de campió de Catalunya de 5.000 metres. Durant la seva estada a la Residència Joaquin Blume formà part de la secció atlètica del Reial Madrid entre el 1977 i el 1979. Posteriorment, ja com a atleta independent, també aconseguí un títol d'Espanya de 30 quilòmetres (1980). Disputà la marató als Jocs Mediterranis de 1979. Acabà la seva carrera atlètica a la Secció d'Atletisme de l'AE Antorcha de Lleida.